# Quaternion
De quaternionen zijn een uitbreiding van de complexe getallen. Zoals de complexe getallen een tweedimensionale uitbreiding zijn van de reële getallen, zo zijn de quaternionen een tweedimensionale uitbreiding van de complexe getallen, en daarmee een vierdimensionale uitbreiding van de reële getallen. Quaternionen werden in 1843 door de Ierse wiskundige William Rowan Hamilton geïntroduceerd voor toepassing in de mechanica. Naar hem wordt de verzameling van de quaternionen wel aangeduid met het symbool {\displaystyle \mathbb {H} }. 
Quaternionen worden in computerprogramma's voor relatieve oriëntatiebepaling in drie dimensies gebruikt. Zij zijn geschikt voor de beschrijving van een rotatie in de driedimensionale ruimte die twee congruente voorwerpen in elkaar doet overgaan. Met een quaternion gaat dit veel beter dan met eulerhoeken (rollen, stampen, gieren), omdat een kleine verandering van oriëntatie altijd een kleine verandering in de vier reële coördinaten geeft, waar hoeken bijvoorbeeld soms plotseling van 359° naar 1° verspringen met alle problemen in software van dien.
Technische toepassingen vormen bijvoorbeeld de beschrijving in de ruimtevaart voor de koppeling van twee ruimtevaartuigen. In de robotica beschrijven quaternionen bij het lassen in de automobielindustrie de bewegingen van de robotarm.

## Definitie

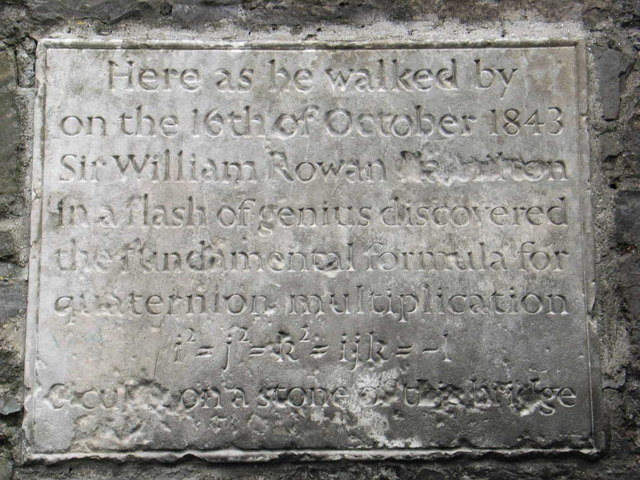
Stenen gedenkplaat in Dublin, met daarin door Hamilton de vermenigvuldigingsregels voor quaternionen gekrast.

Een quaternion is een uitdrukking van de vorm
{\displaystyle q=a+bi+cj+dk},
waarin {\displaystyle a,\ b,\ c} en {\displaystyle d}
reële getallen zijn en waarin behalve de eenheden 1 en de imaginaire eenheid {\displaystyle i} die al bekend zijn uit de complexe getallen, en waarvoor geldt:
{\displaystyle 1^{2}=1,\ 1i=i1=i,\ i^{2}=-1},
nog twee eenheden {\displaystyle j} en {\displaystyle k} voorkomen.
| {\displaystyle \cdot } | 1 | i  | j  | k  |
| ---------------------- | - | -- | -- | -- |
| 1                      | 1 | i  | j  | k  |
| i                      | i | −1 | k  | −j |
| j                      | j | −k | −1 | i  |
| k                      | k | j  | −i | −1 |
dus {\displaystyle i\cdot j\cdot k=-1}
Er staan in de volledige cayley-tabel of groepentabel van de eenheden twee keer zo veel rijen en kolommen, omdat daarin van 1 en de drie eenheden {\displaystyle i,j} en {\displaystyle k} ook het tegengestelde is opgenomen.
Het getal {\displaystyle a=\mathrm {Re} (q)} heet het reële of scalaire deel van de quaternion {\displaystyle q} en de quaternion {\displaystyle \mathrm {Im} (q)=bi+cj+dk} het imaginaire deel, of opgevat als vector {\displaystyle (b,c,d)}, het vectordeel.
Let op: Anders dan voor complexe getallen, waarvoor {\displaystyle z=\mathrm {Re} (z)+i\ \mathrm {Im} (z)}, geldt voor quaternionen:
{\displaystyle q=\mathrm {Re} (q)+\mathrm {Im} (q)}
Een quaternion waarvan het reële deel 0 is, heet zuiver imaginair. Voor zuiver imaginaire quaternionen {\displaystyle q} geldt:
{\displaystyle q^{2}\in \mathbb {R} ,\quad q^{2}\leq 0}
Optellen en vermenigvuldigen van quaternionen gaat hetzelfde als bij de reële getallen onder inachtneming van deze relaties.

## Optelling
Voor de optelling van twee quaternionen {\displaystyle q_{1}=a_{1}+b_{1}i+c_{1}j+d_{1}k} en {\displaystyle q_{2}=a_{2}+b_{2}i+c_{2}j+d_{2}k} geldt: 
{\displaystyle q_{1}+q_{2}=(a_{1}+b_{1}i+c_{1}j+d_{1}k)+(a_{2}+b_{2}i+c_{2}j+d_{2}k)=}
{\displaystyle =(a_{1}+a_{2})+(b_{1}+b_{2})i+(c_{1}+c_{2})j+(d_{1}+d_{2})k}
De optelling is zowel commutatief als associatief.

## Vermenigvuldiging

### Distributiviteit
De vermenigvulding is distributief over de optelling. Dat houdt in dat het product van de som van de termen gelijk is aan de som van de producten van de afzonderlijke termen. Het product van twee quaternionen kan dus op de gebruikelijke manier termsgewijs berekend worden.

### Hamiltonproduct
Wegens de distributiviteit kan met de rekenregels het product, ook hamiltonproduct genoemd, van twee quaternionen {\displaystyle q_{1}} en {\displaystyle q_{2}} berekend worden:
{\displaystyle q_{1}q_{2}=(a_{1}+b_{1}i+c_{1}j+d_{1}k)(a_{2}+b_{2}i+c_{2}j+d_{2}k)=}
{\displaystyle =(a_{1}a_{2}-b_{1}b_{2}-c_{1}c_{2}-d_{1}d_{2})}
{\displaystyle +\ (a_{1}b_{2}+b_{1}a_{2}+c_{1}d_{2}-d_{1}c_{2})\ i}
{\displaystyle +\ (a_{1}c_{2}-b_{1}d_{2}+c_{1}a_{2}+d_{1}b_{2})\ j}
{\displaystyle +\ (a_{1}d_{2}+b_{1}c_{2}-c_{1}b_{2}+d_{1}a_{2})\ k}

### Commutativiteit
Aangezien de eenheden onder de vermenigvuldiging wel commutatief zijn met de reële getallen, maar niet onderling, is de vermenigvuldiging niet commutatief. Bijvoorbeeld is:
{\displaystyle ij=k\neq ji=-k}

### Associativiteit
De vermenigvuldiging is associatief, d.w.z. voor alle {\displaystyle p=p_{0}+p_{1}i+p_{2}j+p_{3}k}, en analoog {\displaystyle q} en {\displaystyle r} is:
{\displaystyle (pq)r=p(qr)}
Dat is omdat de termen met het product van {\displaystyle i,j} en {\displaystyle k} in beide hetzelfde zijn. Bijvoorbeeld zijn in {\displaystyle (pq)r} en {\displaystyle p(qr)} respectievelijk de termen
{\displaystyle p_{1}q_{2}r_{3}(ij)k=-p_{1}q_{2}r_{3}}
en
{\displaystyle p_{1}q_{2}r_{3}i(jk)=-p_{1}q_{2}r_{3}}
aan elkaar gelijk.
Dat geldt ook voor alle andere dergelijke termen, want
{\displaystyle (ik)j=i(kj)}
{\displaystyle (ji)k=j(ik)}
{\displaystyle (jk)i=j(ki)}
{\displaystyle (ki)j=k(ij)}
{\displaystyle (kj)i=k(ji)}

## Verdere definities

### Norm
Net als bij complexe getallen kan er een norm of lengte aan een quaternion toegekend worden:
{\displaystyle |q|={\sqrt {a^{2}+b^{2}+c^{2}+d^{2}}}}

### Geconjugeerde
Van de quaternion {\displaystyle q} is de geconjugeerde quaternion {\displaystyle q^{*}} of {\displaystyle {\bar {q}}}:
{\displaystyle q^{*}=a-b\cdot i-c\cdot j-d\cdot k}
Anders geformuleerd:
{\displaystyle q^{*}=\mathrm {Re} (q)-\mathrm {Im} (q)}
Omdat
{\displaystyle q=\mathrm {Re} (q)+\mathrm {Im} (q)}
volgt:
{\displaystyle \mathrm {Re} (q)={\tfrac {1}{2}}(q+q^{*})}
en
{\displaystyle \mathrm {Im} (q)={\tfrac {1}{2}}(q-q^{*})}
Direct is ook te zien dat voor een quaternion {\displaystyle q=a+bi}, die dus ook als complex getal is op te vatten, de geconjugeerde hetzelfde is als de complex geconjugeerde.
Ook gelden de eigenschappen:
{\displaystyle (q^{*})^{*}=q}
{\displaystyle (q_{1}+q_{2})^{*}=q_{1}^{*}+q_{2}^{*}}
{\displaystyle (\lambda q)^{*}=\lambda q^{*}}, voor reële {\displaystyle \lambda }
{\displaystyle (q_{1}q_{2})^{*}=q_{2}^{*}q_{1}^{*}}
{\displaystyle q^{*}=-{\tfrac {1}{2}}(q+iqi+jqj+kqk)}
Verder geldt: 
{\displaystyle q^{*}q=|q|^{2}}

### Reciproque
Uit bovenstaande eigenschap van de geconjugeerde quaternion, volgt voor de reciproque:
{\displaystyle q^{-1}={\frac {1}{|q|^{2}}}q^{*}},
dus
{\displaystyle (a+b\cdot i+c\cdot j+d\cdot k)^{-1}={\frac {1}{a^{2}+b^{2}+c^{2}+d^{2}}}(a-b\cdot i-c\cdot j-d\cdot k)}

### Eenheidsquaternion
Een quaternion met norm 1 heet eenheidsquaternion. 
Zuivere eenheidsquaternionen vormen een bol met straal 1 in deze ruimte.
Naar analogie met de formule van Euler bij complexe getallen:
{\displaystyle e^{i\alpha }=\cos(\alpha )+i\ \sin(\alpha )}
kan iedere eenheidsquaternion {\displaystyle \varepsilon } geschreven worden als
{\displaystyle \varepsilon =\mathrm {Re} (\varepsilon )+\mathrm {Im} (\varepsilon )=\cos(\varphi )+\varepsilon _{0}\sin(\varphi )}
met de zuivere eenheidsquaternion
{\displaystyle \varepsilon _{0}={\frac {\mathrm {Im} (\varepsilon )}{|\mathrm {Im} (\varepsilon )|}}}
en
{\displaystyle \cos(\varphi )=\mathrm {Re} (\varepsilon ),\quad \sin(\varphi )=|\mathrm {Im} (\varepsilon )|}
Voor zuivere eenheidsquaternionen {\displaystyle \varepsilon =\varepsilon _{1}i+\varepsilon _{2}j+\varepsilon _{3}k} geldt uiteraard:
{\displaystyle \varepsilon _{1}^{2}+\varepsilon _{2}^{2}+\varepsilon _{3}^{2}=1}
Daaruit volgt
{\displaystyle \varepsilon ^{2}=-1}

### e-macht
Ook voor quaternionen bestaat een generalisatie van de e-macht. Deze wordt gedefinieerd via de machtreeks:
{\displaystyle e^{q}=\sum {\frac {q^{n}}{n!}}}
Omdat voor een zuiver imaginaire eenheidsquaternion {\displaystyle \varepsilon _{0}} geldt:
{\displaystyle \varepsilon _{0}^{2}=-1}
is voor {\displaystyle t\in \mathbb {R} }
{\displaystyle e^{\varepsilon _{0}t}=\sum {\frac {(\varepsilon _{0}t)^{n}}{n!}}=\sum _{\text{even}}+\sum _{\text{oneven}}=\cos(t)+\varepsilon _{0}\sin(t)}
Een wilekeurige quaternion {\displaystyle q=q_{r}+q_{i}} met {\displaystyle q_{r}=\mathrm {Re} (q)} en {\displaystyle q_{i}=\mathrm {Im} (q)} kan geschreven worden in de vorm:
{\displaystyle q=q_{r}+{\frac {q_{i}}{|q_{i}|}}{|q_{i}|}=q_{r}+\varepsilon _{0}|q_{i}|}
waarin {\displaystyle \varepsilon _{0}={\frac {q_{i}}{|q_{i}|}}} een zuiver imaginaire eenheidsquaternion is.
Bijgevolg is:
{\displaystyle e^{q}=e^{q_{r}}\left(\cos(|q_{i}|)+{\frac {q_{i}}{|q_{i}|}}\sin(|q_{i}|)\right)}

### Inproduct en kruisproduct
Aangezien quaternionen vectoren in de {\displaystyle \mathbb {R} ^{4}} zijn, kan ook een inproduct gedefinieerd worden. Ook is een kruisproduct gedefinieerd.
Laat {\displaystyle p=(p_{0},p_{1},p_{2},p_{3})=(p_{0},{\vec {p}})} en {\displaystyle q=(q_{0},q_{1},q_{2},q_{3})=(q_{0},{\vec {q}})} twee quaternionen zijn. 
Het inproduct van {\displaystyle p} en {\displaystyle q} is de gebruikelijke som van de producten van de kentallen: 
{\displaystyle \langle p,q\rangle =p_{0}q_{0}+p_{1}q_{1}+p_{2}q_{2}+p_{3}q_{3}=p_{0}q_{0}+{\vec {p}}\cdot {\vec {q}}}
Het kruisproduct van {\displaystyle p} en {\displaystyle q} is het gebruikelijke kruisproduct van hun vectoriële delen {\displaystyle {\vec {p}}} en {\displaystyle {\vec {q}}}:
{\displaystyle p\times q={\vec {p}}\times {\vec {q}}=(0,\ p_{2}q_{3}-p_{3}q_{2},\ p_{3}q_{1}-p_{1}q_{3},\ p_{1}q_{2}-p_{2}q_{1})}
Dit is gelijk aan:
{\displaystyle p\times q={\tfrac {1}{2}}(pq-qp)}
Uit deze eigenschap volgt dat {\displaystyle p} en {\displaystyle q} verwisselbaar zijn, dus dat {\displaystyle pq=qp}, alleen dan als {\displaystyle p\times q=0}. Dat houdt in dat {\displaystyle {\vec {p}}} en {\displaystyle {\vec {q}}} lineair afhankelijk zijn, dus in elkaars verlengde liggen.
Het product van twee quaternionen kan uitgedrukt worden in termen van het inproduct en het kruisproduct:
{\displaystyle pq=(p_{0}q_{0}-{\vec {p}}\cdot {\vec {q}},\ p_{0}{\vec {q}}+q_{0}{\vec {p}}+{\vec {p}}\times {\vec {q}})}
In het bijzonder blijkt daaruit dat voor zuiver imaginaire quaternionen {\displaystyle p} en {\displaystyle q} geldt:
{\displaystyle pq=(-{\vec {p}}\cdot {\vec {q}},\ {\vec {p}}\times {\vec {q}})},
dus met reëel deel minus het inproduct en met vectordeel het kruisproduct.

## Quaternionen als uitbreiding van de complexe getallen
Net als de complexe getallen als uitbreiding van de reële getallen opgevat worden onder de introductie van de imaginaire eenheid {\displaystyle i}, kunnen de quaternionen als uitbreiding van de complexe getallen gezien worden onder introductie van de eenheden {\displaystyle j} en {\displaystyle k}. 
Een quaternion is een uitdrukking van de vorm
{\displaystyle q=z+uj}
waarin {\displaystyle z} en {\displaystyle u} complexe getallen zijn en {\displaystyle j} een bijzondere quaternion waarvoor geldt:
{\displaystyle j\notin \mathbb {C} }
{\displaystyle j^{2}=-1}
Daaruit volgt noodzakelijk het bestaan van nog een eenheid 
{\displaystyle k=ij,\quad k\notin \mathbb {C} },
met
{\displaystyle k^{2}=-1}
Verder gelden de eigenschappen:
{\displaystyle i\cdot j\cdot k=-1}
{\displaystyle i\cdot j=-j\cdot i=k}
{\displaystyle j\cdot k=-k\cdot j=i}
{\displaystyle k\cdot i=-i\cdot k=j}
Uit deze regels volgt voor complexe getallen {\displaystyle z=a+bi}:
{\displaystyle iz=i(a+bi)=ia+ibi=ai+bi^{2}=ai-b=ai+bi^{2}=zi}
{\displaystyle jz=j(a+bi)=ja+jbi=aj+bji=aj-bij=z^{*}j}
{\displaystyle kz=k(a+bi)=ka+kbi=ak+bki=ak-bik=z^{*}k}
Daarin is {\displaystyle z^{*}} de complex geconjugeerde van {\displaystyle z}.
Daaruit volgt weer voor de vermenigvuldiging:
{\displaystyle q_{1}q_{2}=(z_{1}+u_{1}j)(z_{2}+u_{2}j)=(z_{1}z_{2}-u_{1}u_{2}^{*},z_{1}u_{2}+u_{1}z_{2}^{*})}
Een quaternion {\displaystyle q=z+uj} wordt dus bepaald door twee complexe getallen, en kan dan ook voorgesteld worden als het paar complexe getallen:
{\displaystyle q=(z,u)}
met de rekenregels:
{\displaystyle q_{1}+q_{2}=(z_{1},u_{1})+(z_{2},u_{2})=(z_{1}+z_{2},u_{1}+u_{2})}
en
{\displaystyle q_{1}q_{2}=(z_{1},u_{1})(z_{2},u_{2})=(z_{1}z_{2}-u_{1}u_{2}^{*},z_{1}u_{2}+u_{1}z_{2}^{*})}
De eenheden zijn dan, als paar complexe getallen:
{\displaystyle (1,0)=1,\ (i,0)=i,\ (0,1)=j,\ (0,i)=k}
Uitgeschreven als vector van reële getallen:
{\displaystyle (1,0,0,0)=1,\ (0,1,0,0)=i,\ (0,0,1,0)=j,\ (0,0,0,1)=k}

## Matrixvoorstelling
Quaternionen kunnen met behulp van matrices worden voorgesteld. Optellen en vermenigvuldigen gaat dan hetzelfde als bij matrices. Definieer {\displaystyle q=a+bi+cj+dk}
{\displaystyle q\ } kan door de reële 4×4-matrix worden voorgesteld:
{\displaystyle q={\begin{bmatrix}{\begin{array}{rrrr}a&b&c&d\\-b&a&-d&c\\-c&d&a&-b\\-d&-c&b&a\end{array}}\end{bmatrix}}=}
{\displaystyle =a\left[{\begin{smallmatrix}{\begin{array}{rrrr}1&0&0&0\\0&1&0&0\\0&0&1&0\\0&0&0&1\end{array}}\end{smallmatrix}}\right]+b\left[{\begin{smallmatrix}{\begin{array}{rrrr}0&1&0&0\\-1&0&0&0\\0&0&0&-1\\0&0&1&0\end{array}}\end{smallmatrix}}\right]+c\left[{\begin{smallmatrix}{\begin{array}{rrrr}0&0&1&0\\0&0&0&1\\-1&0&0&0\\0&-1&0&0\end{array}}\end{smallmatrix}}\right]+d\left[{\begin{smallmatrix}{\begin{array}{rrrr}0&0&0&1\\0&0&-1&0\\0&1&0&0\\-1&0&0&0\end{array}}\end{smallmatrix}}\right]}
Zo is:
{\displaystyle 1=\left[{\begin{smallmatrix}{\begin{array}{rrrr}1&0&0&0\\0&1&0&0\\0&0&1&0\\0&0&0&1\end{array}}\end{smallmatrix}}\right]\ \ ,\ i=\left[{\begin{smallmatrix}{\begin{array}{rrrr}0&1&0&0\\-1&0&0&0\\0&0&0&-1\\0&0&1&0\end{array}}\end{smallmatrix}}\right]\ \ ,\ j=\left[{\begin{smallmatrix}{\begin{array}{rrrr}0&0&1&0\\0&0&0&1\\-1&0&0&0\\0&-1&0&0\end{array}}\end{smallmatrix}}\right]\ } en {\displaystyle \ k=\left[{\begin{smallmatrix}{\begin{array}{rrrr}0&0&0&1\\0&0&-1&0\\0&1&0&0\\-1&0&0&0\end{array}}\end{smallmatrix}}\right]}

De geconjugeerde quaternion is in deze voorstelling de getransponeerde matrix. Verder is de determinant:
{\displaystyle \det(q)=(a^{2}+b^{2}+c^{2}+d^{2})^{2}\ } en
{\displaystyle |q|={\sqrt[{4}]{\det(q)\ }}}
Het kan ook met een complexe 2×2-matrix:
{\displaystyle q={\begin{bmatrix}z&u\\-u^{*}&z^{*}\end{bmatrix}}={\begin{bmatrix}a+bi&c+di\\-c+di&a-bi\end{bmatrix}}}
Bijvoorbeeld
{\displaystyle q_{1}q_{2}={\begin{bmatrix}z_{1}&u_{1}\\-u_{1}^{*}&z_{1}^{*}\end{bmatrix}}{\begin{bmatrix}z_{2}&u_{2}\\-u_{2}^{*}&z_{2}^{*}\end{bmatrix}}={\begin{bmatrix}z_{1}z_{2}-u_{1}u_{2}^{*}&z_{1}u_{2}+u_{1}z_{2}^{*}\\-u_{1}^{*}z_{2}-z_{1}^{*}u_{2}^{*}&-u_{1}^{*}u_{2}+z_{1}^{*}z_{2}^{*}\end{bmatrix}}}

## Polaire notatie
Iedere eenheidsquaterion {\displaystyle \varepsilon =a+bi+cj+dk\neq \pm 1} kan op eenduidige manier geschreven worden als:
{\displaystyle \varepsilon =\cos(\varphi )+\varepsilon _{0}\ \sin(\varphi )}
Daarin is {\displaystyle \varphi } de poolhoek van {\displaystyle \varepsilon }, waarvoor geldt:
{\displaystyle \cos(\varphi )=a,\ \varphi \in (0,\pi )}
en 
{\displaystyle \varepsilon _{0}={\frac {\mathrm {Im} (\varepsilon )}{|\mathrm {Im} (\varepsilon )|}}={\frac {bi+cj+dk}{\sqrt {1-a^{2}}}}}
een zuivere eenheidsquaternion.
Een willekeurige niet-reële quaternion {\displaystyle q} kan geschreven worden als:
{\displaystyle q=|q|\ \varepsilon }
waarin {\displaystyle \varepsilon ={\frac {1}{|q|}}q} een eenheidsquaternion is.
Daarmee wordt de polaire notatie voor {\displaystyle q}:
{\displaystyle q=|q|\ (\cos(\varphi )+\varepsilon _{0}\ \sin(\varphi ))}
Met behulp van de verderop in dit artikel besproken e-macht kan nog geschreven worden:
{\displaystyle q=|q|\ e^{\varepsilon _{0}\varphi }}

## Delingsring
De quaternionen {\displaystyle \mathbb {H} } vormen een delingsring (Ned) / lichaam (Be), een vierdimensinale reële vectorruimte over de reële getallen {\displaystyle \mathbb {R} }, waarvan de eenheden {\displaystyle 1,\ i,\ j} en {\displaystyle k} de eenheidsvectoren zijn, en een tweedimensionale vectorruimte over de complexe getallen {\displaystyle \mathbb {C} }. De quaternionen zelf kunnen weer naar de octonionen {\displaystyle \mathbb {O} } worden uitgebreid, maar de bewerking van de octonionen is niet meer associatief. 
Zij zijn op de volgende manier een deelverzameling van elkaar: {\displaystyle \mathbb {R} \subset \mathbb {C} \subset \mathbb {H} \subset \mathbb {O} }
Deze getalverzamelingen voldoen aan steeds minder eigenschappen. 
|                   | ordening | vermenigvulding | vermenigvulding |
| commutatief       | ordening | associatief     |                 |
| ----------------- | -------- | --------------- | --------------- |
| reële getallen    | ja       | ja              | ja              |
| complexe getallen | nee      | ja              | ja              |
| quaternionen      | nee      | nee             | ja              |
| octonionen        | nee      | nee             | nee             |
De eenheden {\displaystyle 1,\ i,\ j} en {\displaystyle k} en hun tegengestelden vormen onder de bewerking vermenigvuldiging een groep: de quaternionengroep.

## Rotaties
Eenheidsquaternionen vormen een groep die isomorf is met de groep van rotaties in drie dimensies. Dat wil zeggen dat zij onderling hetzelfde gedrag vertonen bij vermenigvuldiging. Daarom kunnen zij gebruikt worden voor het beschrijven van rotaties in de ruimte om een as in deze ruimte.
Een rotatie wordt beschreven door een rotatiequaternion 
{\displaystyle q=\cos({\tfrac {1}{2}}\alpha )+u\ \sin({\tfrac {1}{2}}\alpha )},
waarin {\displaystyle u} de zuivere eenheidsquaternion is in de vectoriële richting van de rotatieas en {\displaystyle \alpha } de halve draaiinghoek rond de as.
Een punt {\displaystyle P=(x,y,z)\in \mathbb {R} ^{3}} wordt beschreven door de zuiver imaginaire quaternion {\displaystyle (0,x,y,z)} en zijn beeld onder de rotatie door {\displaystyle q(0,x,y,z)q^{-1}}, met als vectordeel het geroteerde punt {\displaystyle P'}.
Er zijn andere manieren om rotaties vast te leggen, bijvoorbeeld met de hoeken van Euler, maar die hebben bij de berekening een nadeel: er ontstaat een pool, een singulier punt waar de hoeken niet meer eenduidig bepaald zijn. Dit probleem staat bekend als gimbal lock. Rotaties met behulp van quaternionen hebben dit probleem niet en dat is de voornaamste reden waarom deze wiskunde, die meer dan een eeuw vrijwel ongebruikt in de kast gelegen had, zich sinds de jaren 1990 in hernieuwde belangstelling mag verheugen.

## Voorbeeld
Het punt {\displaystyle P=(1,0,0)} wordt om de z-as geroteerd over een hoek van 60°. De z-as wordt bepaald door de eenheidsquaternion:
{\displaystyle u=k}
en de rotatie door
{\displaystyle q=c+ks}
met 
{\displaystyle c=\cos(30^{\circ })={\tfrac {1}{2}}{\sqrt {3}}}
en
{\displaystyle s=\sin(30^{\circ })={\tfrac {1}{2}}}
Het beeld {\displaystyle P'} van {\displaystyle P} is het vectoriële deel van:
{\displaystyle q(0,1,0,0)q^{*}=(c+ks)i(c-ks)=}
{\displaystyle =(c+ks)(ic-iks)=(c+ks)(ic+js)=}
{\displaystyle =ic^{2}+jcs+kisc+kjs^{2}=ic^{2}+jcs+jsc-is^{2}=}
{\displaystyle =(0,c^{2}-s^{2},2cs,0)=(0,{\tfrac {1}{2}},{\tfrac {1}{2}}{\sqrt {3}},0)}
dus
{\displaystyle P'=({\tfrac {1}{2}},{\tfrac {1}{2}}{\sqrt {3}},0)}